# Bysjön (Nätra socken, Ångermanland)
Bysjön är en sjö på Ulvön i Örnsköldsviks kommun i Ångermanland och ingår i Nätraån-Ångermanälvens kustområde. Sjön är 14 meter djup, har en yta på 0,211 kvadratkilometer och är belägen 29,1 meter över havet. Vid provfiske har abborre, gädda och mört fångats i sjön.

## Delavrinningsområde
Bysjön ingår i det delavrinningsområde (699435-684221) som SMHI kallar för Utloppet av Bysjön. Medelhöjden är 48 meter över havet och ytan är 1,55 kvadratkilometer. Det finns inga avrinningsområden uppströms utan avrinningsområdet är högsta punkten. Avrinningsområdets utflöde mynnar i havet.